# Monumento di Filopappo
Il monumento di Filopappo (Μνημείο Φιλοπάππου in greco) è un mausoleo greco antico dedicato a Gaio Giulio Antioco Epifane Filopappo (65-116), un principe del regno di Commagene. Si trova sulla collina del Museo ad Atene, in Grecia, a sud-ovest dell'Acropoli.

## Origini
Filopappo morì nel 116, e per onorare la sua memoria la sorella Giulia Balbilla e i cittadini di Atene eressero una struttura nei pressi dell'acropoli di Atene. Il geografo greco Pausania (Descrizione della Grecia, I.25.8) lo descrive come «un monumento costruito per un uomo siriano». 
La posizione di questa tomba, di fronte all'acropoli ed entro i confini formali della città, dimostra l'alta posizione che Filopappo aveva all'interno della società ateniese.

## Descrizione

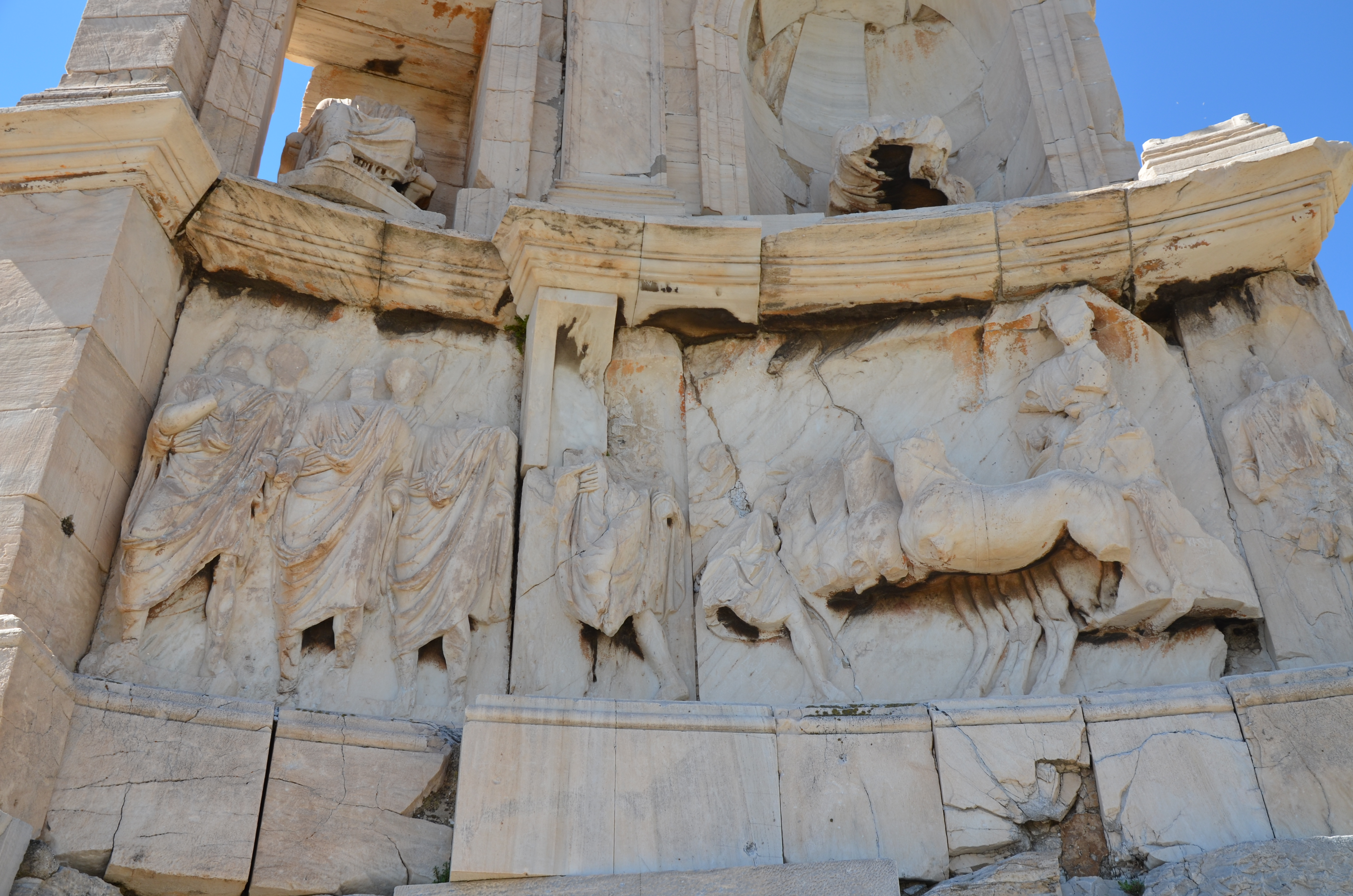
Fregio del monumento, raffigurante Filopappo in qualità console, mentre avanza su di un carro preceduto dai littori

Il monumento di Filopappo è una struttura a due piani, sostenuta da una base; misura 9,80 m × 9,30 m e contiene la camera sepolcrale di Filopappo. La struttura è costruita con bianco marmo pentelico su uno zoccolo di 3,08 m di altezza, realizzato in marmo poroso e impiallacciato con lastre di marmo dell'Imetto. Il lato nord del monumento ha decorazioni architettoniche sontuose.
Al piano inferiore vi è un fregio che rappresenta Filopappo come console, a cavallo di un carro e condotto da littori, mentre il livello superiore mostra le statue di Antioco IV di Commagene a sinistra, di Filopappo al centro e di Seleuco I Nicatore, ora perduto, sulla destra.
Nella nicchia sotto Filopappo vi è una scritta in greco:
come un cittadino ateniese in segno d'onore. Nella nicchia a sinistra di Filopappo, un'iscrizione latina registra i suoi titoli, onori e la sua carriera di magistrato romano: «Gaius Iulius Antiochus Philopappus, figlio di Gaio, della tribù Fabia, console e fratello Arvale, ammesso al rango pretorio dall'imperatore Cesare Nerva Traiano Optimus Augusto Germanico Dacico». 
Sulla destra della nicchia di Filopappo sorgeva un'iscrizione greca, di cui è conservata solo la base è conservata: 
Sotto la statua di Antioco IV, nonno paterno di Filopappo, c'è una scritta che recita «re Antioco figlio del re Antioco»; questa iscrizione onora Antioco IV e il suo defunto padre, l'ultimo sovrano indipendente del Regno di Commagene, il re Antioco Epifane III. Sotto la statua di Seleuco I, il fondatore dell'Impero seleucide dal quale i re di Commagene sostenevano di discendere, c'era un'altra iscrizione, oggi perduta, di cui il viaggiatore Ciriaco di Ancona scrisse nelle sue memorie che fosse «Re Seleuco Nicatore, figlio di Antioco».